# Zeria sagittaria
Zeria sagittaria es una especie de arácnido  del orden Solifugae de la familia Solpugidae.

## Distribución geográfica
Se encuentra en Botsuana y Zimbabue.